# 文康 (漢軍鑲紅旗)
文康（？年—？年），字晉三，高氏，生卒年不詳，漢軍鑲紅旗人，監生，同光年間在四川歷任知縣。

## 生平履歷
- 捐納分發四川試用知縣[3]
- 咸豐八年（1858年），代辦新繁縣知縣[4][5]
- 同治二年（1863年），任榮昌縣知縣[6]，建有德政碑[7]及法良意美坊[8]
- 同治六年（1867年）七月，署富順縣知縣[9]
- 同治五年（1866年），任成都縣知縣[10]
- 華陽縣知縣[11]
- 光緒元年（1875年），任涪州知州[12]
- 光緒六年（1880年），署鄰水縣知縣[13]